# Church Bay
Die Church Bay ist eine 7 km breite Bucht an der Nordküste Südgeorgiens.  Sie liegt zwischen dem Low Rock Point und dem Cape North.
Wissenschaftler der Discovery Investigations kartierten die Bucht grob in den Jahren zwischen 1925 und 1930. Der South Georgia Survey nahm während seiner von 1951 bis 1957 dauernden Kampagne Vermessungen vor. Der Name der Bucht ist etabliert, der Benennungshintergrund jedoch nicht überliefert.